# Linda Fratianne
Linda Fratianne, född 2 augusti 1960 i Northridge i Kalifornien, är en amerikansk före detta konståkare.
Fratianne blev olympisk silvermedaljör i konståkning vid vinterspelen 1980 i Lake Placid.